# 聖凱瑟琳 (佛羅里達州)
聖凱瑟琳（英語：St. Catherine）是位於美國佛羅里達州薩姆特縣的一個非建制地區。該地的面積和人口皆未知。

## 地理
聖凱瑟琳的座標為28°30′36″N 82°08′30″W / 28.51000°N 82.14167°W，而該地的平均海拔高度為21米（即69英尺）。